# أندريا داغوستينو
أندريا داغوستينو (بالإيطالية: Andrea D'Agostino)‏ هو لاعب كرة قدم إيطالي، ولد في 3 يوليو 1985 في نابولي في إيطاليا. شارك مع منتخب إيطاليا تحت 18 سنة لكرة القدم ومنتخب إيطاليا تحت 19 سنة لكرة القدم ومنتخب إيطاليا تحت 20 سنة لكرة القدم. أما مع النوادي، فقد لعب مع كييفو فيرونا ونادي فوجيا.

## وصلات خارجية
- أندريا داغوستينو على موقع قاعدة بيانات كرة القدم.إي يو (الإنجليزية)